# Joppe Bellemans
Joppe Bellemans is een Belgisch korfballer.

## Levensloop
Bellemans is actief bij Boeckenberg, waarmee hij in 2023 zaalkampioen werd.
Daarnaast maakte hij initieel deel uit van de Belgische selectie voor het wereldkampioenschap van 2023 te Taipei. Hij moest evenwel verstek geven wegens een blessure.

## Erelijst
- Belgisch kampioen zaalkorfbal, 2x (2023, 2025)
- Beker van België, 1x (2025)